# Kristen Anderson-Lopez
Kristen Anderson-Lopez (21 de marzo de 1972) es una compositora de canciones estadounidense. Compuso las canciones de la película animada Frozen, de 2013, en colaboración con su esposo, Robert Lopez. Lopez ganó el premio Óscar a la mejor canción original por "Let It Go" de Frozen y "Remember Me" de Coco en 2014 y 2018. También obtuvo dos premios Grammy en 2015.

## Primeros años
Anderson-Lopez creció en Croton-on-Hudson, estado de Nueva York (un suburbio de la ciudad de Nueva York). Vivió allí hasta 1986, cuando se mudó a Charlotte, Carolina del Norte, donde permanecería hasta 1990; ese año volvió a mudarse, esta vez a Waxhaw, un suburbio de Charlotte. Residiría allí durante sus años universitarios. Sus padres, Erin y John, aún viven en Waxhaw. Según su padre, Anderson-Lopez comenzó a demostrar interés por el teatro a los cuatro años, cuando la llevó a ver un musical tributo al Bicentenario de los Estados Unidos en Croton-on-Hudson. Una vez que su familia se mudó a Carolina del Norte, Anderson asistió y se graduó de la Charlotte Country Day School. Más tarde, estudió en el Williams College, al oeste de Massachusetts, donde se especializó en teatro y en psicología y se graduó en 1994. Después de una pasantía en un teatro de Florida, Anderson-Lopez tuvo varios trabajos temporarios mientras intentaba cumplir su sueño de actuar en Broadway. En 1999, ingresó en el BMI Lehman Engel Musical Theatre Workshop y descubrió que su verdadera vocación era la composición de canciones. Allí, conoció a su futuro esposo, Robert Lopez.

## Carrera

### Producciones teatrales
En 2006, Anderson-Lopez y su esposo escribieron las canciones para una producción de Walt Disney World de Buscando a Nemo: El musical.
Anderson-Lopez es una de las creadoras de In Transit, un musical Off-Broadway que estuvo en cartel en el teatro 59E59 desde el 21 de septiembre de 2010 hasta el 30 de octubre de 2010. La producción recibió el premio Drama Desk en 2011 por mejor elenco, y fue nominado para un premio Lucille Lortel en la categoría de musical destacado y para los premios Outer Critics Circle Award en la categoría de Mejor musical Off-Broadway. En noviembre de 2016, fue estrenado en Broadway, dirigido por Kathleen Marshall.
También creó el musical romántico Up Here, estrenado en 2015, con su esposo y Alex Timbers.
Ha realizado numerosas adaptaciones musicales cortas y de duración estándar para niños, entre las que se encuentran Diary of a Worm, Fancy Nancy y Condensed Classics.
Anderson-Lopez trabajó con su esposo en la adaptación teatral de Frozen, con Jennifer Lee como libretista.

### Producciones de cine y televisión
La primera colaboración de Anderson-Lopez con su esposo fue la composición de varias canciones para programas de televisión infantiles, como Wonder Pets de Nick Jr y Bear in the Big Blue House de Disney Channel.
Anderson-Lopez, junto con Robert Lopez y Henry Jackman, escribieron y produjeron la música de Winnie the Pooh, un largometraje de Disney estrenado en 2011. Por su trabajo, fueron nominados a los premios Annie en la categoría de Mejor banda sonora de largometraje. También proporcionó la voz de Kanga en la película.
En 2013, Anderson-Lopez y su esposo compusieron las canciones de la película animada Frozen, también de Disney. La canción "Let It Go" le valió a Anderson-Lopez un premio Óscar a la mejor canción original en la ceremonia llevada a cabo en 2014 y dos premios Grammy al año siguiente. Anderson-Lopez y su esposo también escribirán las canciones de la secuela, Frozen 2.
Kristen Anderson-Lopez y Robert Lopez volvieron a trabajar juntos como compositores de las canciones de Coco, de Pixar Animation Studios, por la que obtuvieron un premio Annie. En 2018, fueron los ganadores del premio Óscar a la mejor canción original por Remember Me.
En el año 2021 Anderson-Lopez y su esposo, nuevamente trabajaron juntos para la banda sonora de las canciones de la banda sonora para la serie de DisneyPlus, WandaVision.

## Vida privada
En octubre de 2003, Anderson contrajo matrimonio con Lopez. La pareja ganaría los premios Óscar, Emmy, Grammy y Tony por sus trabajos como compositor (Lopez) y letrista (Anderson-Lopez), incluyendo tres premios Tony por Avenue Q y The Book of Mormon. Tienen dos hijas, Katie y Annie.

## Premios y distinciones
Premios Óscar
| Año  | Categoría              | Canción       | Película | Resultado |
| ---- | ---------------------- | ------------- | -------- | --------- |
| 2014 | Mejor canción original | «Let It Go»   | Frozen   | Ganadora  |
| 2018 | Mejor canción original | «Remember Me» | Coco     | Ganadora  |